# فرد جوردن
فرد جوردن (بالإنجليزية: Fred Jordan)‏ هو سياسي أمريكي، ولد في 3 يناير 1974. حزبياً، نشط في الحزب الجمهوري. وقد انتخب عضو مجلس نواب أوكلاهوما.